# Jonsokbål
Jonsokbål är en målning från 1912 av den norske konstnären Nikolai Astrup. Den föreställer ett midsommarfirande (jonsok eller sankthans på norska) med traditionell brasa i en dal i Jølster i Norge.
Det lokala midsommarfirandet är ett motiv som Astrup hade nyttjat flera gånger sedan han 1902 hade återvänt till hembygden i Jølster. Det knyter an till konstnärens intresse för traktens folkliv, liksom till hans intresse för naturens krafter och människans samhörighet med naturen.
Jonsokbål utfördes 1912 och bearbetades 1926. Det är en av Astrups kändaste målningar. Sedan 1984 tillhör den Nasjonalmuseet i Oslo.